# Nu Thang
Nu Thang è il secondo album in studio del gruppo musicale statunitense DC Talk, pubblicato nel 1990.

## Tracce
1. When DC Talks – 2:28
2. He Works – 3:39
3. I Luv Rap Music – 3:49
4. No More – 3:37
5. Nu Thang – 4:12
6. Things of This World – 5:11
7. Walls – 4:10
8. Talk It Out – 3:59
9. Take It to the Lord – 4:20
10. Children Can Live (Without It) – 3:56
11. Can I Get a Witness – 4:25

## Formazione
- Toby McKeehan – voce, cori, programmazione, samples, scratches
- Kevin Max Smith – voce, cori, tastiera
- Michael Tait – voce, cori